# Tukuyu
Tukuyu  este un oraș  în  partea de sud-vest a Tanzaniei, în Regiunea Mbeya. La recensământul din 2002 înregistra 29.760 locuitori.